# Aruama incognita
Aruama incognita là một loài bọ cánh cứng trong họ Cerambycidae.